# McMahons Point
McMahons Point – geograficzna nazwa dzielnicy, położonej na terenie samorządu lokalnego North Sydney, wchodzącej w skład aglomeracji Sydney, w stanie Nowa Południowa Walia, w Australii.